# Діагональний нападник

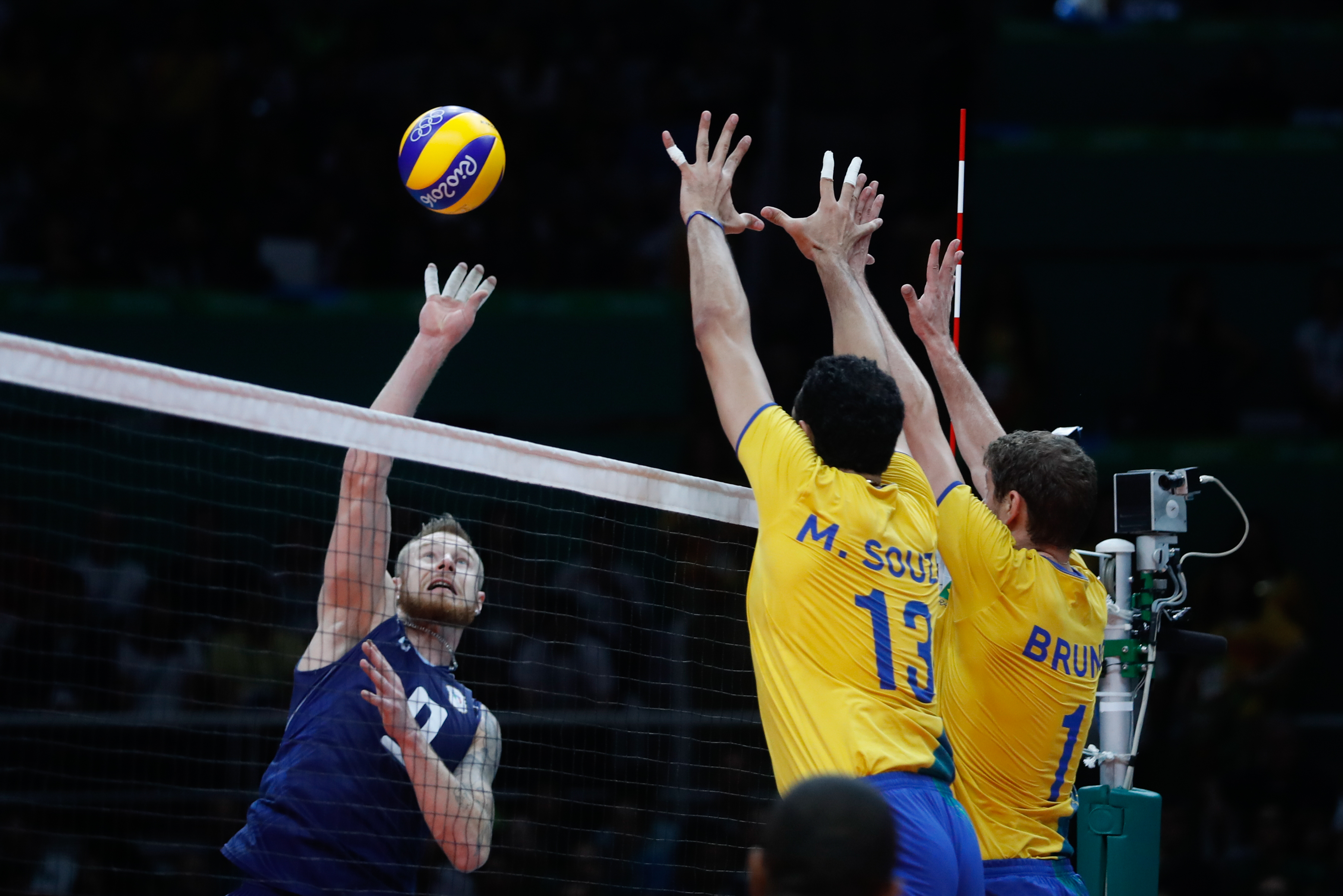

Діагональний нападник, або діагональний – це, зазвичай, найпотужніші і стрибучі гравці в команді, атакують в основному з задньої лінії, не беруть участь у прийомі.

## Функції
Основне завдання діагонального нападника у волейбольній команді — атака з країв сітки, тому таке амплуа вимагає високої якості та впевненості у своєму ударі з передньої лінії (2-а, 4-а зони) і з задньої лінії (1-а, 5-а зони). Частково назва амплуа походить від того, що гравець знаходиться по діагоналі з зв`язуючим на майданчику. Він компенсує нестачу атакуючого гравця в той час, коли сполучний знаходиться на першій лінії, атакуючи із задньої лінії (як правило з першої зони). Діагональний практично не бере участь у прийомі. Атакує переважно з другої та з першої зони, а так само в одній розстановці при грі 5-1 атакує в четвертій зоні.
Діагонального також називають бомбардиром та універсальним нападником, він розташований по діагоналі зі зв’язуючим. На позицію діагонального гравця припадає дуже велике навантаження, головна функція – забивати, в зону діагонального віддаються як прості, так і складні м’ячі. Одне з основних якостей, яким повинен володіти хороший діагональний – холоднокровність. Гравцю потрібно бути незворушним, впевнено забивати і обходити блок суперника, навіть коли він ідеальний. Іноді тренери навіть забороняють діагональним гравцям скидати або у складних ситуаціях віддавати м’яч супернику просто для того, щоб не програти його, а наполягають на рішучих діях. Максимальний ризик – і будь що буде!
Діагональний гравець у волейболі – та людина, яка покликана максимально ускладнювати життя супернику. На майданчику, крім сполучного, решта п’яти гравців завжди можуть взяти участь в атаці – звичайно, якщо не брати ту ситуацію, коли замість першого темпу стоїть ліберо. Цей гравець на майданчику не бере участі в прийомі і завдяки схемам розстановки може нападати і з задньої, і з передньої лінії. Тобто, у кожному розіграші, незважаючи на те, в якій він знаходиться зоні, він має можливість атакувати постійно і ця можливість.у пріоритеті перед іншими.

## Головні якості
- Гравці цієї позиції, як правило, найбільш затребувані у професійних командах і оплачуються вище інших[2][3].

- Серед діагональних гравців велика кількість шульг.

- Зі ста відсотків усіх передач іноді половина віддається для атаки саме діагональному.

## Відомі гравці
| - Бартош Курек - Воллес де Соуза - Іван Зайцев - Ґеорґ Ґрозер - Німір Абдель-Азіз |